# Dendrophylax porrectus
Dendrophylax porrectus är en orkidéart som först beskrevs av Heinrich Gustav Reichenbach, och fick sitt nu gällande namn av Carlsward och Mark Whitten. Dendrophylax porrectus ingår i släktet Dendrophylax och familjen orkidéer. Inga underarter finns listade i Catalogue of Life.